# So You Say
So You Say è il secondo singolo di Siobhán Donaghy, tratto dal suo secondo album Ghosts. La canzone è stata scritta da Donaghy insieme al produttore James Sanger.

Il 24 marzo 2004 Donaghy presentò in anteprima il brano in una versione acustica molto diversa da quella presente nell'album.

Il singolo è stato pubblicato ufficialmente il 18 giugno 2007 raggiungendo la posizione numero 76 nelle classifica dei singoli britannica.

So You Say è l'ultimo singolo pubblicato dalla Donaghy fino ad oggi.

## Tracce
CD1
1. "So You Say" (Album Version)
2. "Don't Take Me Back"

CD2
1. "So You Say" (Album Version)
2. "Don't Give It Up" (Robert Cory Remix)
3. "So You Say" (Acoustic)
4. "So You Say" (Video)
5. "Behind the Scenes of So You Say" (Video)

## Classifiche
| Classifica (2007) | Posizione |
| ----------------- | --------- |
| Regno Unito       | 76        |